# Lucía Ramos
Lucía Ramos (née Lucía Ramos Nombela le 21 janvier 1991 à Fuenlabrada dans la communauté de Madrid) est une actrice et modèle espagnole connue principalement pour être l'interprète de Teresa dans la série Physique ou Chimie.

## Biographie
Lucía Ramos Nombela est née à Fuenlabrada le 21 janvier 1991. Cette jeune actrice a commencé sa carrière lorsqu'elle avait 10 ans, en faisant une annonce publicitaire pour El Corte Inglés. Elle est ensuite apparut pour la première fois sur le petit écran en 2004, dans la série Paco y Veva. En 2005, elle intègre le casting de la série El Comisario en tant que Mónica et la même année, elle participe dans un épisode de la série Cuéntame cómo pasó. 
En 2007, elle joue Irene dans El Internado et Valentina dans Hermanos y Detectives. En 2008, elle apparaît dans six épisodes de la série Yo soy Bea.
Elle est sans doute principalement connue en 2010 lorsqu'elle interprète Teresa dans la série Physique ou Chimie. La même année, elle obtient un rôle dans le téléfilm Inocentes de Daniel Calparsoro. En 2012, un an après l'arrêt de la série elle intègre le casting de la nouvelle série de Telemadrid, Todo es posible en el bajo. Elle donne alors vie à Luz, une jeune fille de quinze ans. Lucía a également participé à de nombreuses campagnes publicitaires comme une annonce pour la marque Adidas avec Zinédine Zidane.
En 2012, la marque MTNG-Mustang comme égérie de la collection automne-hiver 2012-2013 avec Mario Casas.

## Télévision
| Séries de television | Séries de television       | Séries de television | Séries de television                      |
| Année                | Titre                      | Rôle                 | Notes                                     |
| -------------------- | -------------------------- | -------------------- | ----------------------------------------- |
| 2004                 | Paco y Veva                | Ana                  | 1 épisode (Peor solo que bien acompañado) |
| 2005                 | El comisario               | Mónica               | 1 épisode (Ana y Mía)                     |
| 2005                 | Cuéntame cómo pasó         | Tati                 | 1 épisode (La parcelita)                  |
| 2007                 | El internado               | Irene                | 1 épisode (Persiguiendo luciérnagas)      |
| 2007                 | Hermanos y detectives      | Valentina            | 3 épisodes                                |
| 2008                 | Yo soy Bea                 | Daisy                | 6 épisodes                                |
| 2010                 | Inocentes                  | Carla                | Rôle principal                            |
| 2010–2011            | Physique ou Chimie         | Teresa               | Rôle principal                            |
| 2012                 | Todo es posible en el bajo | Luz                  | Rôle principal                            |

## Cinéma
| Films et courts-métrages | Films et courts-métrages | Films et courts-métrages | Films et courts-métrages |
| ------------------------ | ------------------------ | ------------------------ | ------------------------ |
| 2008                     | Showtime                 |                          | Protagoniste             |
| 2012                     | No quiero ser recuerdo   | Vega                     | Rôle principal           |
| 2012                     | Mighty Boy               | Lucia                    | Protagoniste             |

## Campagnes publicitaires
| 2010 | Dailies AquaComfort PLUS |
| 2011 | New Adidas Extreme Power |
| 2012 | MTNG-Mustang             |